# Шчекочини
Шчекочѝни (на полски: Szczekociny) е град в Южна Полша, Силезко войводство, Заверченски окръг. Административен център е на градско-селската Шчекочинска община. Заема площ от 18,03 км2.

## Население
Според данни от полската Централна статистическа служба, към 1 януари 2014 г. населението на града възлиза на 3 745 души. Гъстотата е 208 души/км2.